# ГАЕС Samnangjin
ГАЕС Samnangjin — гідроакумулювальна електростанція в Південній Кореї.
Обидва резервуари станції спорудили на струмках, що впадають ліворуч до річки Нактонган (закінчується в Японському морі біля Пусану). При цьому звели дві кам'яно-накидні греблі:
- висотою 88 метрів та довжиною 269 метрів для верхнього сховища. Вона потребувала 1,7 млн м3 матеріалу та утримує водойму з площею поверхні 0,24 км2 та об'ємом 6,5 млн м3 (корисний об'єм 4,8 млн м3) та припустимим коливанням рівня поверхні між позначками 374 та 402 метри НРМ;
- висотою 78 метрів та довжиною 529 метрів для нижнього сховища. Вона потребувала 2,7 млн м3 матеріалу та утримує водойму з площею поверхні 0,24 км2 та об'ємом 10,1 млн м3 (корисний об'єм такий самий — 4,8 млн м3) та припустимим коливанням рівня поверхні між позначками 54 та 68 метрів НРМ.
Від верхного резервуару прокладений тунель довжиною 1,16 км, який переходить у два напірні водоводи довжиною по 0,6 км. З нижнім резервуаром машинний зал пов'язаний тунелем довжиною 0,76 км.
Основне обладнання станції становлять дві оборотні турбіни типу Френсіс потужністю по 300 МВт, які працюють при напорі до 345 метрів.